# Margit Bergendorff
Margit Agnes Sofia Bergendorff, född Brusewitz 23 april 1904 i Jönköping, död 7 augusti 1996 i Västerleds församling i Stockholm, var en svensk lärare, entreprenör och kläddesigner. Tillsammans med sin syster Hervor Brusewitz startade hon affären Småttingarnas Ateljé i Stockholm och senare barnklädesmärket Bruse Barnkläder.

## Biografi
Margit Bergendorff föddes i Jönköping som dotter till Elis Brusewitz, då officer vid Andra Göta artilleriregemente, och tennisspelaren Ellen Brusewitz, född Holmström. I familjen fanns även en  ett år äldre bror Bengt Brusewitz. År 1910 fick fadern en tjänst vid Generalstaben i Stockholm och familjen flyttade in i en stor våning på Banérgatan 5 på Östermalm och där föddes systern Hervor 1910. På hösten samma år började Margit Bergendorff i Nya Elementarskolan för flickor på Kommendörsgatan. Hon var duktig på att teckna pappersdockor och sålde sina alster till klasskamraterna för 10 öre arket. Efter avslutad skolgång reste hon med modern till Berlin, där hon fick börja i flickpensionen Ottilienhaus i Zehlendorf. Vid hemkomsten 1924 gick hon på Högre lärarinneseminariet, som hade en ettårig småskollärarinneutbildning.
Efter examen fick Margit Bergendorff plats som guvernant till landshövding Sigfrid Linnérs tre barn. Föräldrarna flyttade till en våning på Sturegatan 60, vilket fick betydelse för henne när hon ville öppna en egen skola. Hon hade en pedagogisk idé om att individualiserad undervisning var mer effektiv. I huset på Sturegatan fick hon tillgång till lokaler och startade 1928 först kindergarten och 1929 de förberedande klasserna ettan och tvåan, som året därpå utvidgades till de förberedande klasserna ett–fyra året. Det var max 10 barn i varje klass i Stureskolan och utomhusaktiviteterna förlades till Humlegården. Det ekonomiska utfallet blev emellertid magert och 1931 lades lekskolan ned och snart även de förberedande klasserna.

### Barnkläder
En ny fas tog vid när Margit Bergendorff och systern började sälja barnkläder. Föräldrarna och en farbror i New York bidrog med aktiekapital och i mars 1935 bildades AB Småttingarnas Ateljé. En månad senare hyrde systrarna affärslokal på Hamngatan 1 och man hade en lyckad pressvisning. Affären beskrevs som välförsedd med plagg från spädbarnsåldern till tidiga tonår. Stickgarner och en stickexpert fanns även i affären, som snabb blev populär. Prinsessan Sibylla besökte affären 1935 och köpte barnkläder till prinsessan Margaretha. När Gustav V i juni 1938 skulle åka i öppen vagn med kronprinsen och de små prinsessorna Margaretha och Birgitta, anlitades Margit Brusewitz för uppdraget att förse prinsessorna med vita sammetskappor med svandun runt kragarna och bahytternas kant. Efter denna lyckade start var Margit Bergendorff ofta på Haga slott och samarbetade med de kungliga barnens barnsköterska Ingrid Björnberg. Margit Bergendorff designade klänningar med smock och puffärmar till prinsessorna Margaretha, Birgitta, Désirée och senare Christina samt finkläder till prins Carl Gustaf. De tryckte upp en 20-sidig postorderkatalog med bilder på plaggen.
Våren 1939 undersökte Margit Bergendorff om hon kunde öppna en klädfabrik för de barnkläder som såldes i Småttingarnas Ateljé. Med hjälp från föräldrarna och brodern kom hon upp till aktiekapitalet 24 000 kronor. Bruse Barnkläder, med varumärket De tre bockarna Bruse, grundades i april 1939 med Margit Bergendorff som ägare; systern blev direktris. Margit Bergendorff anställde flera sömmerskor, strykerskor och springflickor och skaffade en lokal på Tulegatan 19. Krigsåret 1939 blev bokslutet för Bruse Barnkläder mycket dåligt. Efter ett banklån beslöt man att fortsätta trots krångel med kuponger och tygleveranser från England och Tyskland. En order från svenska krigsmakten höll företaget flytande.
På hösten 1939 gifte hon sig med revisor Sture Bergendorff och i äktenskapet föddes tre barn. I slutet av 1940-talet kände Margit Bergendorff att det var slitsamt med familj och en barnklädesfabrik. Varje år var det mannekänguppvisning, bland annat i Ostermans marmorhallar vid Stureplan, med barnen som mannekänger. Fabriken Bruse Barnkläder fick problem med lönsamheten och i februari 1948 tecknade hon ett avtal med Stefan Schwarcz som övertog företaget. Hon var kvar i ett år för att göra kollektionerna och ge råd om material och tillverkning.

### Senare år
Familjen flyttade till Djursholm 1948. Margit Bergendorff var aktiv i Hem och Skola-föreningen och flickscouterna, men sömnaden kunde hon inte sluta med. Hon importerade nylontyger från Amerika och började skära till nylonoveraller, som hon lade ut till hemsömnad. Kontakterna hade hon från Bruse Barnkläder-tiden. I nästa fas av sitt liv återvände hon till sitt gamla yrke som småskollärarinna och dessutom till Nya elementar. Hon fick en fast tjänst för årskurserna ett–tre till pensioneringen 1971. Hon dramatiserade barnbokstexter och hennes elever framförde  teaterföreställningar vid terminsavslutningarna, där dräkterna var sydda av henne och kulisserna målade hemma i Djursholm. Efter att maken avlidit 1964 flyttade hon till Tessinparken på Gärdet i Stockholm. Systern hade kvar Småttingarnas Ateljé till 1963. Vid en av Margit Bergendorffs årliga resor till London köpte hon pälstyger i syntet, mönster, nosar och ögon till mjuka djur och började tillverka kramdjur. De första nallarna Bruse Brum tillverkade hon redan 1946 till Småttingarnas ateljé. Hon började med nallar och tillverkade sedan hundar, hästar, zebror, kaniner, sälar, leoparder, tigrar och några katter. Småbitarna som blev över räckte till små vita möss. Hon skar till tyget, sydde ihop delarna för hand och stoppade med syntetvadd.
Redan före sin pensionering 1972 hade Margit Bergendorff flyttat till Nockebyhem i Bromma, dit även systern senare flyttade. Margit Bergendorff avled 1996 och är gravsatt på Norra begravningsplatsen i Solna.